# Ficimia hardyi
Ficimia hardyi là một loài rắn trong họ Rắn nước. Loài này được Mendoza-Quijano & Smith miêu tả khoa học đầu tiên năm 1993.